# Level Plane
Level Plane fue un compañía discográfica independiente estadounidense creada en Nueva York.
Level Plane fue fundada en 1997 por Greg Drudy para la banda Saetia. Drudy todavía trabaja con el sello discográfico.
Level Plane ha lanzado algunos de los álbumes más influyentes en el screamo, así como también incontables otros estilos, incluyendo dream pop, ambient noise, y rock experimental. Los discos más importantes lanzados por este sello han sido A retrospective de Saetia y Lineage Situation de la banda Neil Perry.

## Bandas
A continuación una lista de bandas que ha creado música bajo este sello musical:
| - A Day in Black and White - Amanda Woodward - Anodyne - Aussitot Mort - Books Lie - Bright Calm Blue - Bucket Full of Teeth - City of Caterpillar - Coliseum - Envy - Get Fucked - Gospel - Graf Orlock - Hot Cross - Kaospilot - Lickgoldensky - Life at these Speeds - Light the Fuse and Run - Malady | - Melt Banana - Mikoto - Muslimguaze - Neil Perry - North of America - Racebannon - Saetia - Saviours - Shikari - The Fiction - The Holy Shroud - The Minor Times - The One AM Radio - Transistor Transistor - You and I |